# Earthless
| Críticas profissionais | Críticas profissionais |
| Avaliações da crítica  | Avaliações da crítica  |
| Fonte                  | Avaliação              |
| ---------------------- | ---------------------- |
| Angry Metal Guy        | ver                    |
| SputnikMusic.com       | ver                    |
| Wishplash              | ver                    |
| Metal Observer         | ver                    |

Earthless é o terceiro álbum de estúdio da banda sueca de funeral doom metal Doom:VS, projeto solo de Johan Ericson (guitarrista do Draconian). Seu lançamento estava previsto para o final de 2013, mas acabou sendo em 5 de maio de 2014 pela Solitude Productions. Também foram lançadas edições limitadas em LP com disco de vinil branco e dourado pela Wretched Records. Todas as faixas do álbum contam com a participação dos vocais guturais de Thomas A. G. Jensen (vocalista da banda dinamarquesa Saturnus), enquanto que os vocais limpos e todos os instrumentos são feitos por Johan.

## Faixas
Todas as faixas compostas e escritas por Johan Ericson.
| N.º            | Título                       | Duração |  |
| 1.             | "Earthless"                  | 7:34    |  |
| 2.             | "A Quietly Forming Collapse" | 9:18    |  |
| 3.             | "White Coffins"              | 8:53    |  |
| 4.             | "The Dead Swan of the Woods" | 7:27    |  |
| 5.             | "Oceans of Despair"          | 8:12    |  |
| 6.             | "The Slow Ascent"            | 9:13    |  |
| Duração total: | Duração total:               | 50:37   |  |